# Zhongguo shangye chubanshe
Der chinesische Verlag Zhongguo shangye chubanshe (chinesisch 中国商业出版社, englisch China Commerce Press) ist ein in Peking ansässiger Verlag mit der internationalen Verlagsnummer 7-5044. Er wurde 1980 gegründet. Er gibt die für die chinesische Ess- und Trinkkultur wichtige Zeitschrift Zhongguo pengren (中国烹饪 – „Chinesische Küche“) heraus. Bei ihm ist auch die Quellensammlung zur Geschichte der chinesischen Ess- und Trinkkultur, die Buchreihe Zhongguo pengren guji congkan erschienen.